# Iwan Łyczow
Iwan Akimowicz Łyczow (ros. Иван Акимович Лычёв, ur. 11 czerwca 1881 we wsi Obszarowka w guberni samarskiej, zm. 16 listopada 1972 w Moskwie) – radziecki polityk, dyplomata, działacz partyjny, zarządzający sprawami KC WKP(b) (1935-1938).
Urodzony w rodzinie chłopskiej, pracował jako palacz i pomocnik maszynisty, 1902-1905 służył w rosyjskiej flocie, 1904 kursant wyższych wojskowych kursów podoficerskich w Kronsztadzie, 1904 wstąpił do SDPRR, bolszewik. W 1905 brał udział w buncie na pancerniku "Książę Potiomkin", następnie na emigracji w Rumunii, Kanadzie i USA, 1907 aresztowany w Rumunii i zwolniony. Od 1907 do listopada 1917 w Kanadzie, USA i Szwecji, w listopadzie 1917 wrócił do Rosji, od stycznia 1918 był towarzyszem komisarza rolnictwa powiatu samarskiego, później pracownik i oficer polityczny Armii Czerwonej, od października 1918 do czerwca 1919 kierownik gubernialnego wydziału rolnictwa w Samarze. Od czerwca 1919 do sierpnia 1920 przewodniczący komitetu wykonawczego samarskiej rady powiatowej, od marca do maja 1921 przewodniczący iwaszczenkowskiego komitetu rewolucyjnego w guberni samarskiej, od maja do sierpnia 1921 przewodniczący ługaczowskiego powiatowego komitetu rewolucyjnego, w sierpniu 1921 został ranny i do listopada 1921 przebywał na leczeniu. Od 1921 kierownik Wydziału Żywienia Zbiorowego i Dystrybucji Samarskiego Gubernialnego Związku Stowarzyszeń Spożywców, później do maja 1924 przewodniczący Samarskiego Gubernialnego Związku Stowarzyszeń Spożywców, od 10 maja 1924 do września 1925 sekretarz odpowiedzialny samarskiego gubernialnego komitetu RKP(b). Od 1925 pracownik spółdzielni rolniczych, 1927-1929 przewodniczący Centralnej Komisji Kontrolnej Komunistycznej Partii (bolszewików) Białorusi, 1927-1929 ludowy komisarz inspekcji robotniczo-chłopskiej Białoruskiej SRR, od 19 grudnia 1927 do 26 czerwca 1930 członek Centralnej Komisji Rewizyjnej WKP(b). W 1929 członek Nieplanowej Komisji i członek Kolegium Ludowego Komisariatu Inspekcji Robotniczo-Chłopskiej RFSRR, 1929-1932 konsul generalny Ambasady ZSRR w W. Brytanii, 1932-1934 ponownie przewodniczący Centralnej Komisji Kontrolnej KP(b)B i ludowy komisarz inspekcji robotniczo-chłopskiej Białoruskiej SRR. Od 10 lutego 1934 do marca 1939 członek Komisji Kontroli Partyjnej WKP(b), 1934-1935 ponownie konsul generalny Ambasady ZSRR w W. Brytanii, 1935-1938 zarządzający sprawami KC WKP(b), 1938-1948 pracował w gospodarce ZSRR, od 1948 na emeryturze. Odznaczony Orderem Lenina (13 czerwca 1955) i dwoma innymi orderami.